# Heinz Janetschek
Heinz Janetschek (* 3. August 1913 in Bludenz; † 30. März 1997 in Innsbruck) war ein österreichischer Zoologe.

## Leben
Heinz Janetschek wuchs in Kufstein auf, wo sein Vater Bezirkshauptmann war. Nach der Matura im Jahr 1931 studierte er, geprägt durch seinen Naturgeschichtelehrer Friedrich Prenn und die Bergwelt des Wilden Kaisers, Naturgeschichte und Physik Lehramt an der Universität Innsbruck bei Otto Steinböck, Karl Lehnhofer, Adolf Sperlich, Arthur Pisek, Raimund von Klebelsberg und Bruno Sander sowie 1933 an der Universität Wien bei Paul Krüger, Jan Versluys, Wilhelm Marinelli und Franz Eduard Suess. Sein Studium wurde durch einen schweren Absturz beim Klettern im Wilden Kaiser unterbrochen. 1937 legte er die Lehramtsprüfung ab und unterrichtete anschließend an Gymnasien und Oberschulen in Innsbruck und nach dem Anschluss Österreichs ans Deutsche Reich in München. Daneben forschte er für seine Dissertation in Gletschervorfeldern der Stubaier und Ötztaler Alpen und wurde im März 1940 promoviert. In München war er Gast von Karl von Frisch am Zoologischen Institut. 1941 wurde er zur Wehrmacht einberufen und war in Italien im Kriegsdienst und in Kriegsgefangenschaft.
Ab Oktober 1945 war er Assistent am Zoologischen Institut der Universität Innsbruck und habilitierte sich mit der Arbeit Tierische Successionen auf hochalpinem Neuland. Im Jänner 1947 wurde die venia legendi durch das Ministerium bestätigt. Im Februar 1947 musste er in Vertretung für Otto Steinböck, der 1946 wegen seiner NSDAP-Mitgliedschaft entlassen worden war, die Leitung des Zoologischen Instituts und damit auch die gesamte Lehre übernehmen. Im November 1950 kehrte Steinböck auf die Lehrkanzel zurück. Janetschek wurde von der Fakultät für den Titel eines außerordentlichen Professors vorgeschlagen, der ihm am 24. Jänner 1951 vom Bundespräsidenten verliehen wurde. Im September 1957 erhielt er einen Ruf auf den zoologischen Lehrstuhl an der Technischen Hochschule Dresden, den er ablehnte. Er unternahm in den 1950er Jahren Forschungsreisen in die spanische Sierra Nevada und die französischen Westalpen, 1961 in das Himalaja und die Khumbu-Region in Nepal, 1962 zur McMurdo-Station in der Antarktis.
Ab 1. September 1962 supplierte er wieder die Lehrkanzel, auf die er am 6. November 1963 als ordentlicher Professor berufen wurde. Er setzte er sich dafür ein, eine zweite Lehrkanzel (für Zoophysiologie) in Innsbruck einzurichten, die 1967 mit Wolfgang Wieser besetzt wurde. 1971/72 war er Dekan der Philosophischen Fakultät, 1983 wurde er emeritiert.

## Leistungen
Zu Heinz Janetscheks Forschungsgebieten gehörten Terrestrische Ökologie, Alpinzoologie, die Systematik von Apterygota und Biogeographie. Er machte sich besonders um die Erforschung der Kleintierwelt der Alpen, insbesondere der Arthropoden, verdient. Er studierte die Tierwelt und deren Herkunft in extremen Lebensräumen wie in Höhlen, in der Nivalstufe und in Gletschervorfeldern. Im Gegensatz zu früheren Annahmen schloss er auf eine inneralpine Eiszeitüberdauerung von Kleintieren im Bereich der Gipfelfluren sowie einer refugialen Überdauerung in Höhlen.
Unter seiner Leitung entwickelte sich das Innsbrucker Institut für Zoologie von der kleinen Forschungsstätte der Nachkriegsjahre zu einer Großeinrichtung. Er sorgte für die Institutionalisierung der Zoophysiologie mit der Berufung von Wolfgang Wieser und der Beschaffung eines Rasterelektronenmikroskops (1973).
Janetschek war ein bedeutender und geschätzter Lehrer, der von der Grundvorlesung in
Allgemeiner Zoologie über Spezialvorlesungen über Zoogeographie oder Physiologie bis zu alpinzoologischen oder marinbiologischen Exkursionen ein breites Spektrum an Lehrveranstaltungen abhielt. Zu seinen Studierenden zählten unter anderen Ellen Thaler, Volker Mahnert, Horst Aspöck und Ulrike Aspöck.

## Ehrungen

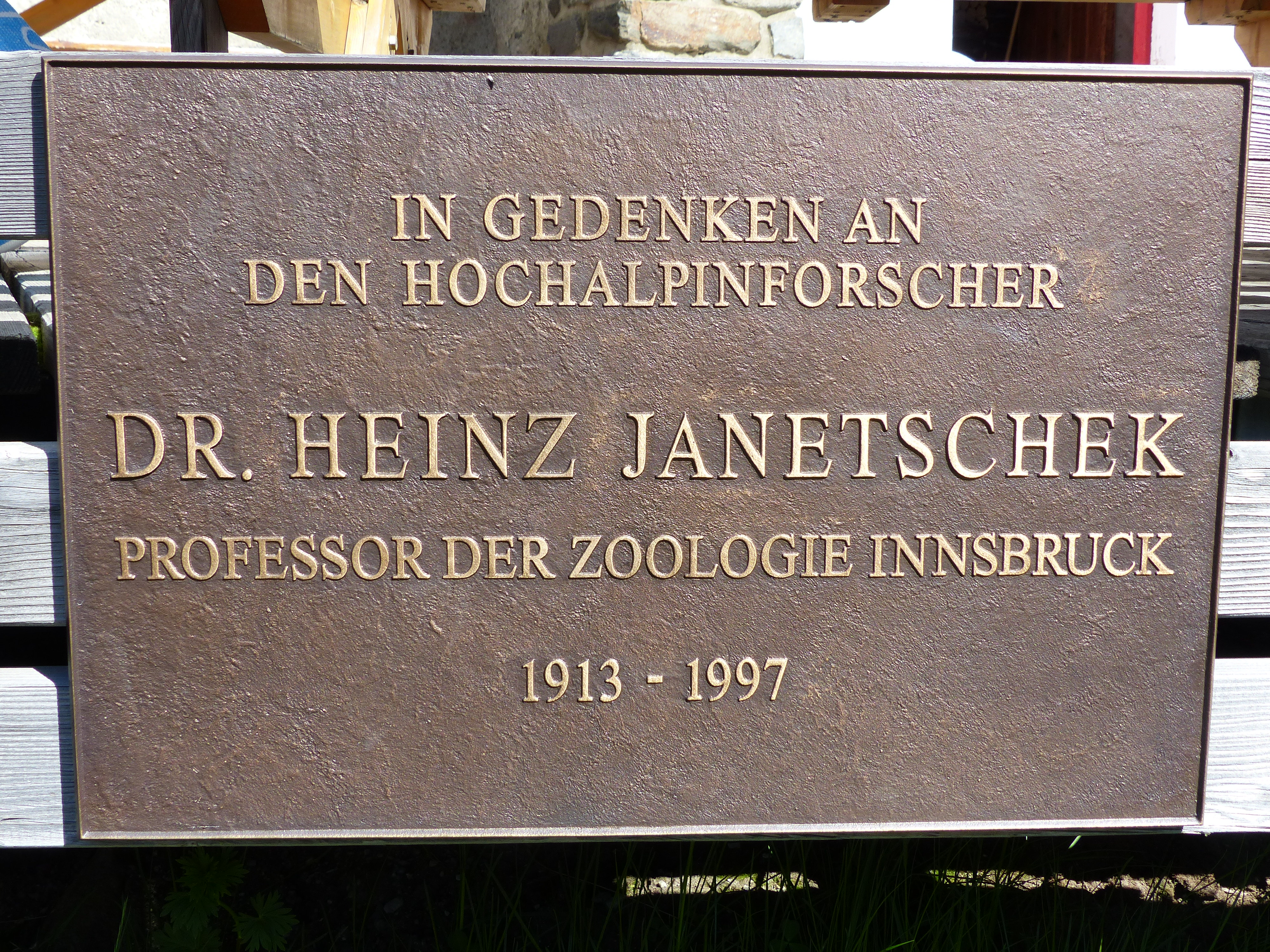
Gedenktafel am Hochjochhospiz

Rund 50 wirbellose Tierarten sind nach Janetschek benannt, ebenso der Mount Janetschek in der Antarktis.
Im September 2010 wurde von der Fakultät für Biologie am Hochjoch-Hospiz in den Ötztaler Alpen eine Gedenktafel für ihn angebracht.

## Schriften (Auswahl)
- Tierische Successionen auf hochalpinem Neuland : Nach Untersuchungen am Hintereis-, Niederjoch- u. Gepatschferner in d. Ötztaler Alpen. Wagner, Innsbruck 1949 (Habilitationsschrift)
- Die Alpen von Zell am See bis Bregenz. Exkursionsführer zum XI. Internationalen Entomologenkongreß, Wien 1960
- Aktuelle Probleme der Hochgebirgsentomologie. Österreichische Kommissionsbuchhandlung, Innsbruck 1974
- Tiere der Alpen. Pinguin-Verlag, Innsbruck 1981
- (als Herausgeber) Ökologische Feldmethoden : Hinweise zur Analyse von Landökosystemen. Ulmer, Stuttgart 1982
- Als Zoologe am Dach der Welt : faunistisch-ökologisch-biozönotische Ergebnisse der 2. Expedition des Forschungsunternehmens Nepal Himalaya in den Khumbu Himal. Wagner, Innsbruck 1990